# Spiegelgracht
Le Spiegelgracht (« Canal du miroir » en néerlandais) est un canal secondaire situé dans l'arrondissement Centrum de la ville d'Amsterdam aux Pays-Bas. Situé dans de la ceinture de canaux du Grachtengordel, il relie le Prinsengracht au Lijnbaansgracht sur une distance de moins de 100 mètres. Avec la Nieuwe Spiegelstraat située dans son prolongement, il constitue le cœur du Spiegelkwartier (Quartier des miroirs) où se concentrent de nombreux antiquaires ainsi que des galeries d'art. 

## Histoire
Le canal fut creusé en 1663, soit cinq ans après le début de la seconde phase des travaux de construction du Grachtengordel. À l'endroit où se trouve l'actuel canal se dressait la forteresse Amstelveen, sur laquelle se trouvait un moulin à vent baptisé De Spiering.
Alors que plusieurs projets visant à reboucher le Spiegelgracht (de même que le Reguliersgracht), les manifestations permirent d’empêcher que le projet ne se réalise.